# کیوان براون
کیوان براون (انگلیسی: Kevan Brown؛ زادهٔ ۲ ژانویهٔ ۱۹۶۶) بازیکن فوتبال اهل بریتانیا است.
از باشگاه‌هایی که در آن بازی کرده‌است می‌توان به باشگاه فوتبال ووکینگ، باشگاه فوتبال برایتون اند هوو آلبیون، باشگاه فوتبال ساوت‌همپتون، و باشگاه فوتبال یئوویل تاون اشاره کرد.
وی همچنین در تیم ملی فوتبال England C بازی کرده‌است.